# Metody z Olimpu
Metody z Olimpu, cs. Swiaszczennomuczenik Mefodij, jepiskop Patarskij (zm. 311) - biskup Patary w Licji, męczennik, święty Kościoła katolickiego i prawosławnego, ojciec Kościoła.

## Życiorys
Był pisarzem i nauczycielem chrześcijańskim w rzymskiej prowincji Licji, a potem najprawdopodobniej biskupem, który poniósł śmierć męczeńską podczas prześladowań za cesarza Dioklecjana, przez ścięcie mieczem. Hieronim ze Strydonu pisze w swoim dziele O znamienitych mężach, że „Metody był biskupem Olimpu w Licji, a zatem Tyru”.

## Dzieła
Metody w swoich pracach zwalczał naukę Orygenesa, szczególnie o preegzystencji duszy, zmartwychwstaniu ciał. Większość dzieł przetrwała do naszych czasów jedynie we fragmentach.
Był autorem m.in. dialogu Uczta, czyli o dziewictwie. Traktat, napisany na wzór Uczty Platona, znany też jest pod nazwą Uczty dziesięciu dziewic, (wyd. PG, 18, 27-220).
Metody opisuje w nim rozwój świadomości moralnej ludzkości, poczynając od związków kazirodczych, poprzez poligamię do małżeństw monogamicznych. Dziewictwo, jako stan najdoskonalszy, jest zwieńczeniem tego rozwoju. Podkreśla jednocześnie godność małżeństwa, pytając: Czy istniałyby dziewice, gdyby nie było małżonków?
- rozprawy: O wolnej woli
- rozprawy: O zmartwychwstaniu
- serii ksiąg: Przeciwko Porfiriuszowi
- licznych pism egzegetycznych

### Polskie przekłady
- S. Kalinkowski (przekład) w: Św. Metody z Olimpu, Uczta, Orygenes, Homilie o Pieśni nad Pieśniami. Zachęta do męczeństwa, Warszawa: ATK 1980, s. 27-108, seria PSP 24.
- Pierwsze pisma greckie o dziewictwie: Pseudo-Klemens Rzymski, Listy o dziewictwie; Metody z Olimpu, Uczta; Pseudo-Bazyli, Homilia o  dziewictwie; wstęp i opracowanie: ks. Józef Naumowicz, przekład: Stanisław Kalinkowski, ks. Wojciech Kania, ks. Józef Naumowicz, Kraków 1997, ss. 300[6] .

## Kult
Wspomnienie liturgiczne w Kościele katolickim obchodzone jest 20 czerwca. 
Cerkiew prawosławna wspomina świętego biskupa i męczennika 20 czerwca/3 lipca, tj. 3 lipca według kalendarza gregoriańskiego.
W dniach 19-22 lutego 2015 r. w gmachu Uniwersytetu Fryderyka Schillera w Jenie odbyło się pierwsze międzynarodowe sympozjum poświęcone Metodemu
z Olimpu .